# Grégoire Akcelrod
Grégoire Sébastien Akcelrod, né le 17 septembre 1982 à Saint-Germain-en-Laye, est un ancien footballeur français.
En dehors de France, il a joué en Andorre et au Canada. Après sa retraite comme joueur de football, il est devenu agent de football et auteur.

## Enfance
Akcelrod a grandi à Paris, en France. Il a joué son premier match de football à l'âge de dix ans. Il a grandi en idolâtrant les footballeurs George Weah et Zinedine Zidane et supportait le Paris Saint-Germain.

## Carrière de joueur
En tant que jeune joueur, Akcelrod a rejoint l'académie des jeunes du FC Sens. En 2009, il a failli signer pour l'équipe bulgare du CSKA Sofia. Cependant, le transfert a échoué après qu'un supporter du PSG, club de Ligue 1 française pour lequel il prétendait avoir joué, a découvert qu'il n'avait jamais signé pour les clubs pour lesquels il prétendait avoir signé au cours de sa carrière. Cet incident a finalement attiré l'attention des médias étrangers. Après cela, il a fait des essais pour de nombreux clubs à travers le monde. Il a finalement signé pour l'équipe canadienne des Mississauga Eagles,. Après cela, il a signé pour l'Atlètic Amèrica en Andorre.

## Carrière post-joueur
Après avoir joué pour les Mississauga Eagles en Canadian Soccer League, Akcelrod est devenu agent de football en Andorre. En 2022, il publie un livre intitulé L'amour ou la mort à propos de la relation de sa grand-mère Nita Raya avec l'acteur français Maurice Chevalier.

## Vie personnelle
Akcelrod est le fils de Patrick Akcelrod. Il est également le petit-fils de l'actrice juive roumaine Nita Raya, qui fut autrefois la fiancée de l'acteur français Maurice Chevalier.